# Nicolae Kovács
Nicolae Kovács, născut Miklós Kovács, (n. 29 decembrie 1911, Ekés, azi Plugova, Caraș-Severin – d. 7 iulie 1977, Timișoara) a fost un fotbalist român de etnie maghiară, fratele lui Ștefan "Piști" Kovács. A evoluat pentru echipa națională de fotbal a României la campionatele mondiale de fotbal din 1930 (Uruguay), 1934 (Italia) și 1938 (Franța) și pentru echipa națională de fotbal a Ungariei în anul 1941.
În presa sportivă din România a fost numit și Kovács I.

## Palmares

### Ca antrenor
IC Oradea
- Liga I 1948-49